# Стівен Магвайр
Стівен Магвайр (англ. Stephen Maguire; нар. 13 березня 1981, Глазго, Шотландія) — шотландський професійний гравець у снукер.
Магвайр є професіоналом з 1998 року, входив до топ-16 світового рейтингу 11 років поспіль (з 2005 по серпень 2016 року), досягнувши 2-го місця в рейтингу у два з цих сезонів. Він виграв сім рейтингових турнірів, зокрема, Чемпіонат Великої Британії 2004 року. Як плідний брейк-білдер, Стівен зробив більше 500 сенчурі-брейків, три з яких були максимальними (147 очок).

## Віхи кар'єри
2004 рік. Виграє свій перший рейтинговий титул, обігравши Джиммі Вайта у фіналі European Open. Цього ж року перемагає Девіда Грея в фіналі Чемпіонату Великої Британії з рахунком 10-1.
2007 рік. Досягає півфіналу в «Крусіблі», де програє Джону Гіггінсу 15-17. Перемагає на Northern Ireland Open.
2008 рік. Обігрує Шона Мерфі з рахунком 10-9 у драматичному фіналі China Open та піднімається на друге місце в світовому рейтингу.
2013 рік. Виграє свій п’ятий рейтинговий титул, перемігши Стюарта Бінгема 9-8 у фіналі Welsh Open.
2014 рік. Виграє Чемпіонат світу зі снукеру за версією 6 червоних, перемігши в фіналі Рікі Волдена 8-7.
2019 рік. Виграє Кубок світу для Шотландії разом з Джоном Гіггінсом, обігравши Китай 4-0 у фіналі. Виграє другий титул чемпіона світу зі снукеру за версією 6 червоних, у фіналі переміг Джона Гіггінса 8-6..
2020 рік. Здобуває найбільший за кар'єру приз у 260 000 фунтів стерлінгів, вигравши Coral Tour Championship, де у фіналі був обіграний Марк Аллен 10-6. Ця перемога також дала йому можливість здобути Coral Cup, що присуджується гравцеві, який заробив найбільше призових грошей за три турніри серії Coral. Це шостий рейтинговий титул Стівена і перший за сім останніх років.
2025 рік. Здобуває сьомий рецинговий титул на Championship League, у фіналі переміг Джо О'Конора 3-1.

## Особисте життя
У Стівена Магвайра з дружиною Шерон троє дітей.
Через стан шиї Магвайру дозволено на турнірах не дотримуватися традиційного дрес-коду, грати з відкритим коміром і не носити краватку-метелик, на відміну від колег-професіоналів.